# Saison 3 de Joséphine, ange gardien
 (août 2018).
Si vous disposez d'ouvrages ou d'articles de référence ou si vous connaissez des sites web de qualité traitant du thème abordé ici, merci de compléter l'article en donnant les références utiles à sa vérifiabilité et en les liant à la section « Notes et références ».
Chronologie
Saisons 1 et 2 Saison 4
Cet article présente les épisodes de la troisième saison de la série télévisée Joséphine, ange gardien.

## Liste des épisodes

### Épisode 1:La Part du doute
Scénariste :
- Éric Taraud

Réalisateur :
- Dominique Baron

Diffusion :
- 25 janvier 1999 sur TF1

Audience :
- France : 7,49 millions téléspectateurs (29,0 % de part d'audience)

Distribution :
- Mimie Mathy : Joséphine
- Judith El Zein : Dominique
- Jean-Yves Berteloot : Simon
- Olivier Marchal : Serge
- Cyrille Thouvenin : Gaël
- Cédric Grimoin : Laurent
- Pierre Laroche : André
- Anne Bellec : Henriette
- Jacques Boudet : Le patron du bar
- Eric Taraud : Antoine
- Jean-Christophe Chedotal : Pierre
- Patrick Yvenou : Raymond
- Pierre Deny : Le journaliste de France-Bretagne
- Guy Perrot : Le procureur

Résumé : Joséphine vient en aide à Simon pour tenter d'enlever tous les soupçons et les rumeurs qui pèsent sur lui, concernant le meurtre de son frère.

### Épisode 2:Une mauvaise passe
Scénaristes :
- Christine Miller
- Pierre Joassin

Réalisateur :
- Pierre Joassin

Musique Originale : Didier Vasseur
Diffusions :
- 14 juin 1999 sur TF1
- 10 mars 2017 sur NT1

Audience :
- France : 7,80 millions de téléspectateurs (29,8 % de part d'audience)

Distribution :
- Mimie Mathy : Joséphine
- Olivia Brunaux : Véronique Maillard
- Valérie Vogt : Corinne
- Patrick Catalifo : Wadeck Marechal
- Laura Martel : Vanessa Maillard
- Marie Coesens : Chloé Maillard
- Vincent Grass : Le gros client
- Jacques Brunet : Le commissaire
- Jean Dell : Le douanier
- Jean-Marie Fonbonne : Le client du sous-bois
- René Bizac : Le routier
- Christine Cavenelle : La réceptionniste des éditions
- Bernard Damien : L'éditeur de Lindermans
- Luc de Koninck : Le mac 1
- Xavier Dujardin : Le mac 2
- Éric de Staercke : L'inspecteur de la protection de la jeunesse
- Gérard Duquet : Le client de la rue
- Didier Gesquière : L'huissier de Peteers
- Patrick Goossens : L'agent de sécurité du supermarché
- Michel Israel : Le chef magasinier du supermarché
- Bobette Jouret : La mère de Véronique
- Thierry Lefevre : L'harceleur de Vanessa
- Renaud Rutten : L'agent de police de Vanessa
- Sébastien Radovitch : Le gérant du magasin de meubles
- Michel Guillou : Le gérant du magasin de jeans
- Sophia Leboutte : La prostituée 1
- Carole Karemera : La prostituée 2
- Serge Lariviere : Le policier du magasin de meubles
- Patrick Lerch : Le client du supermarché
- Jean-Pierre Valere : Le directeur du supermarché

Résumé : Joséphine vient en aide à Véronique qui croule sous les dettes de son mari. N'ayant plus aucun sou, elle finit par tomber dans la prostitution. Entre les bonnes et mauvaises fréquentations, Joséphine fera tout pour que sa cliente retourne dans le droit chemin.

### Épisode 3:Une nouvelle vie
Scénaristes :
- Eric Taraud
- en collaboration avec Lorraine Levy

Réalisateur :
- Philippe Monnier

Musique originale:
- Didier Vasseur

Diffusion :
- 30 août 1999 sur TF1

Audience :
- France : 6,65 millions de téléspectateurs (26,9 % de part d'audience)

Distribution :
- Mimie Mathy : Joséphine
- Didier Bienaimé : Pierre
- Valérie Stroh : Claire
- Marie-Armelle Deguy : Solange
- Nicolas Marais : Thomas
- Patrick Serraf : Samy
- Hugues Boucher : Francis
- Marc-Etienne Bardela : Sylvain
- Maurice Chevit : Cyprien
- Patricia Franchino : L'interne des urgences
- Jean Barney : L'avocat de Claire
- Marine Jolivet : L'avocate de Pierre
- Olivier Morançais : Le juge
- Karin Swenson : L'institutrice
- François Berland : Le médecin de l'hôpital
- Charlotte Véry : La vendeuse de fleurs
- Jacques Bouanich : Mariano
- et avec la participation de Brigitte Chamarande et de Monsieur Simon Bine de la Comédie Française.

Résumé : Joséphine vient en aide à Pierre Castignac, devenu amnésique après un accident de voiture. Pierre pense s'appeler d'un autre nom et il apprend avec perte et fracas qu'il est marié à une femme et qu'il est père d'un enfant. Cependant, lui et sa femme sont prêts à divorcer. Joséphine tente de savoir les réelles raisons de la perte de conscience soudaine de Pierre. Ce qu'il va apprendre de sa vie antérieure va être pour lui un réel choc.

### Épisode 4:Une santé d'enfer
Scénaristes :
- Marie-Hélène Saller
- Hélène Woillot

Réalisateur :
- Henri Helman

Diffusion :
- 8 novembre 1999 sur TF1

Audience :
- France : 7,08 millions de téléspectateurs (27,6 % de part d'audience)

Distribution :
- Mimie Mathy : Joséphine
- Élisabeth Vitali : Camille Monin
- Eva Mazauric : Nicole Bruner
- Gabrielle Forest : Sophie Decourt
- Yvon Back : Pierre Chaumont
- André Penvern : Roland Monin
- Pierre Vernier : Jean-Louis Pirou
- Éric Savin : Max
- Christian Loustau : Jacques
- Joan Titus : Caroline
- Erwan Creignou : Laurent
- Jean-Luc Borras : Le contremaître
- Christian Moro : Antoine
- Érick Chabot : Franck Brunet

Résumé : Joséphine vient en aide à Camille Monnin, 35 ans, célibataire, médecin du travail, elle se bat depuis des années pour faire interdire le DH4, un solvant dont elle a maintes fois constaté les effets toxiques sur la santé des ouvriers. Ni l'inspection du travail, ni les chefs d'entreprise, ni même les ouvriers ne veulent reconnaître la gravité de la situation. Joséphine décide de se faire engager comme ouvrière pour venir en aide à Camille.